# Medard (jezero)
Medard je rekultivační jezero vzniklé na bývalé lomové lokalitě Medard – Libík. Jezero se nachází na severozápad od Sokolova, mezi Svatavou a Habartovem. Vzniklo jako projekt rekultivace a revitalizace území postiženého těžbou uhlí bývalých povrchových lomů Medard a Libík, které se postupem těžby spojily v jeden, později nazývaný Medard–Libík. Samotná těžba v této lokalitě byla ukončena 31. března 2000. Jezero začalo být napouštěno v roce 2008 a plánované výšky hladiny bylo dosaženo v roce 2016. K roku 2020 jde o největší umělé jezero v Česku.

## Historie
V historii se na území lokality Medard–Libík nacházelo pět obcí či osad: Čistá u Svatavy, Dvory, Kolonie Hahnemannova, Kytlice a Lísková. Tato osídlení během povrchové těžby zanikla.

### Ukončení těžby
Restrukturalizace českého hospodářství po roce 1990 vedla k poklesu podílu tuhých paliv ve struktuře konečné spotřeby energie. Průvodní jev procesu je rovněž restrukturalizace a privatizace uhelného průmyslu. Útlum byl zahájen, aniž by došlo k úplnému vydobytí ložiska. K předčasnému ukončení těžby rovněž přispěla vyhláška MŽP ČR č. 206/93, na jejímž základě byly odepsány zbývající uhelné zásoby sloje Josef pro nadměrný obsah síry.

## Rekultivace a revitalizace
Veškerým rekultivačním a sanačním pracím předcházelo postupné odstranění veškeré důlní techniky (těžební stroje, koleje, rozvody elektřiny atd.)

### Napouštění

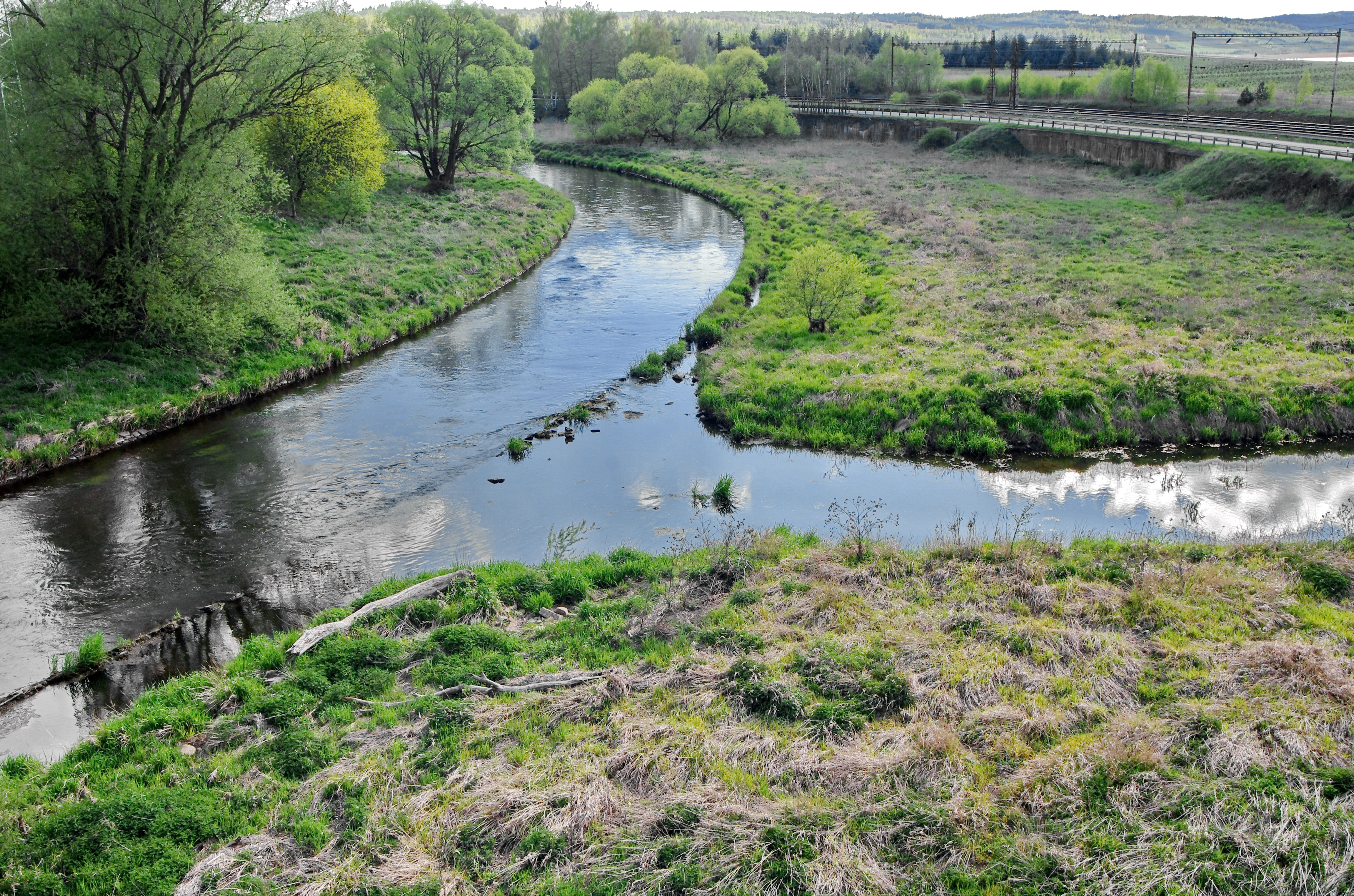
Nápouštěcí místo z řeky Ohře

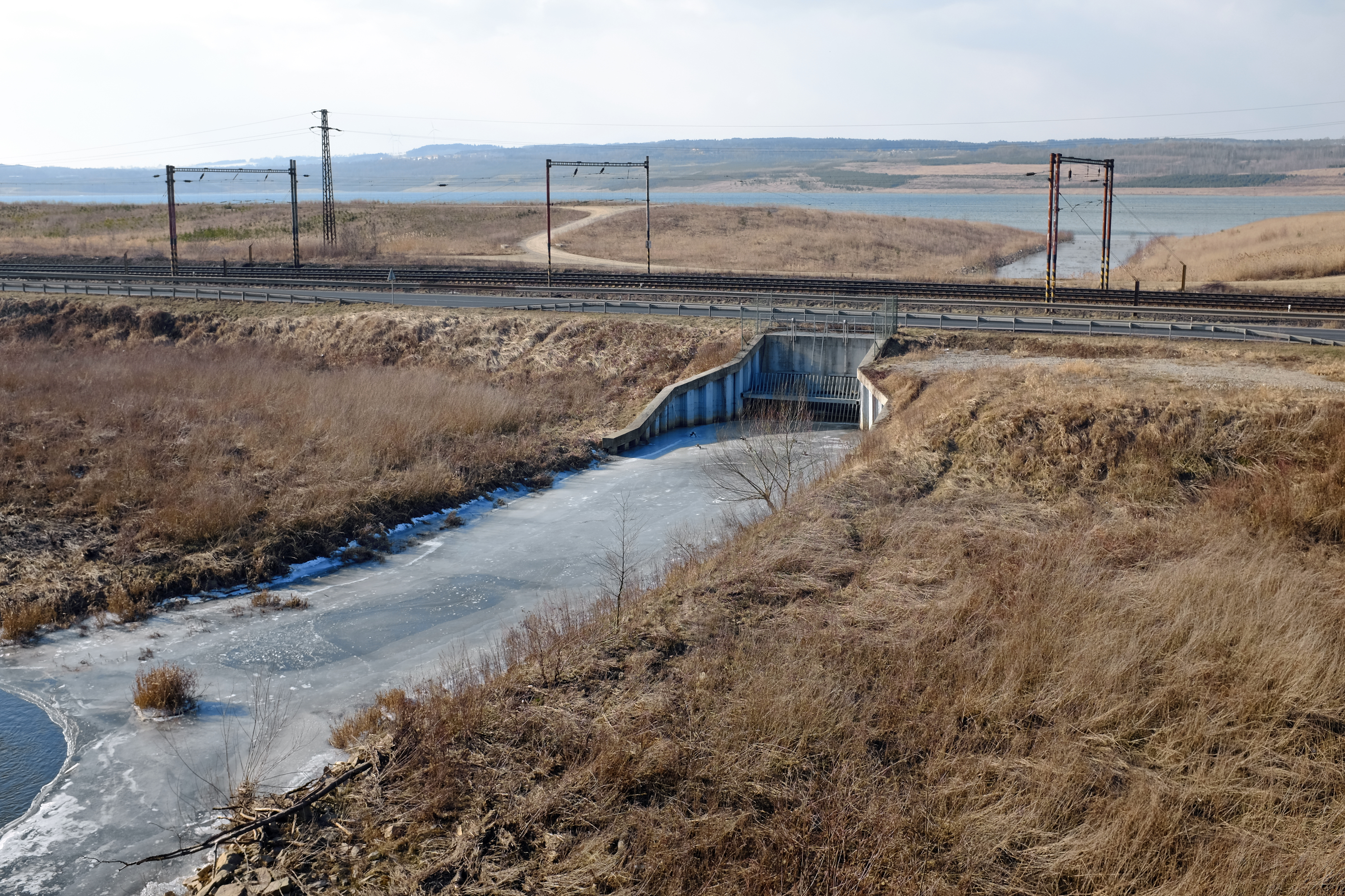
Napouštěcí koryto

#### Důlní vody
Napouštění jezera probíhalo od června 2008, kdy Sokolovská uhelná přestala čerpat důlní vody z retence Medard a ukončila hrubé technické rekultivace budoucího dna jezera. V této fázi se dokončovaly práce na úpravě terénu a probíhalo pozvolné zatápění důlními vodami, které prosakovaly ze svahů. Kvůli dosažení vhodné kvality a chemismu vod v budoucím jezeře se do budoucího jezera nějakou dobu čerpaly i důlní vody z lomu Jiří.

#### Napouštění zOhře
V roce 2010 projekt přešel do fáze napouštění z řeky Ohře. Napouštěcí objekt byl vybudován poblíž obce Citice v nejužším místě mezi řekou Ohří a budoucím jezerem u tzv. „Antonínských mostů“. Součástí objektu je i napouštěcí koryto přibližně 2 km dlouhé. To má za úkol přivádět vodu do jezera a nenarušit při napouštění již upravené a stabilizované svahy jezera. I proto byla na konci napouštěcího koryta postavena uklidňovací nádrž. Samotné napouštění z řeky komplikovaly v průběhu roku 2010 zvýšené vodní stavy (povodně), zhoršená kvalita vod nebo sucha.
Samotné napouštění započalo 4. června 2010. Kóty 400 m n. m. mělo být dle původních plánů dosaženo v letech 2012 až 2013 podle podmínek v řece Ohři. Od počátku roku až do října 2011 voda z Ohře kvůli malému průtoku nebo nízké kvalitě vody do jezera netekla. V této době jezero mělo rozlohu 229 hektarů a zbývalo napustit více než 20 výškových metrů.
Na jaře 2014 pak zbývalo ještě 8 výškových metrů, takže předpoklad plného napuštění byl v roce 2015.
Z důvodu nižšího průtoku Ohře došlo k úplnému napuštění jezera až v roce 2016.

#### Infrastruktura a rekreace
V rámci rekultivace je sponzorována z fondu 15 miliard korun výstavba severního obchvatu obce Sokolov, který zajistí kvalitní napojení vznikající rekreační oblasti. Obchvat byl dokončen v prosinci 2019. Další přístupové cesty budou od obce Svatava. Existuje projekt na vybudování zázemí pro sport kiteboarding.
V rámci urbanistické studie byla zvážena možnost využití pro nejrůznější sportovní a rekreační aktivity jako například: krytý bazén, bikrosový areál, dráha pro bruslení na kolečkových bruslích, fotbalové hřiště, golfové hřiště, hotelový komplex, základna sportovního jachtingu, jezdecká základna, kempink, karavany, sruby, koupaliště, areál lanových sportů, letiště pro ultralehká letadla, motokrosový areál, potápěčská základna, pláže, softbalové hřiště, vodácké tábořiště, vysokoškolský areál, zábavní park.
V dubnu 2018, ke stému výročí vzniku Československa, zasadilo nad břehem jezera sto rodin z celého kraje stromořadí nazvané „Alej přátelství“. Celkem bylo vysazeno sto dubů. Mezi lidmi, kteří zde zasadili svůj strom, byl i herec a moderátor Marek Eben. V anketě Alej roku, vyhlašované neziskovou organizací Arnika, se alej umístila na prvním místě za rok 2018.

## Dodatečná těžba
Poblíž obce Svatava se od roku 2012/2013 znovu vrátila těžební technika. Bylo zde třeba odtěžit odhadem 1,2 mil. tun uhlí na ploše asi 11 ha. Důvodem byla i stabilizace zdejších svahů, aby nedošlo ke skluzům. Odhad prací byl na 3 roky a samotné napouštění jezera ani rekultivační práce nebyly přerušeny. Dodatečná těžba se však prodloužila a pokračovala až do roku 2021.

## Fotogalerie

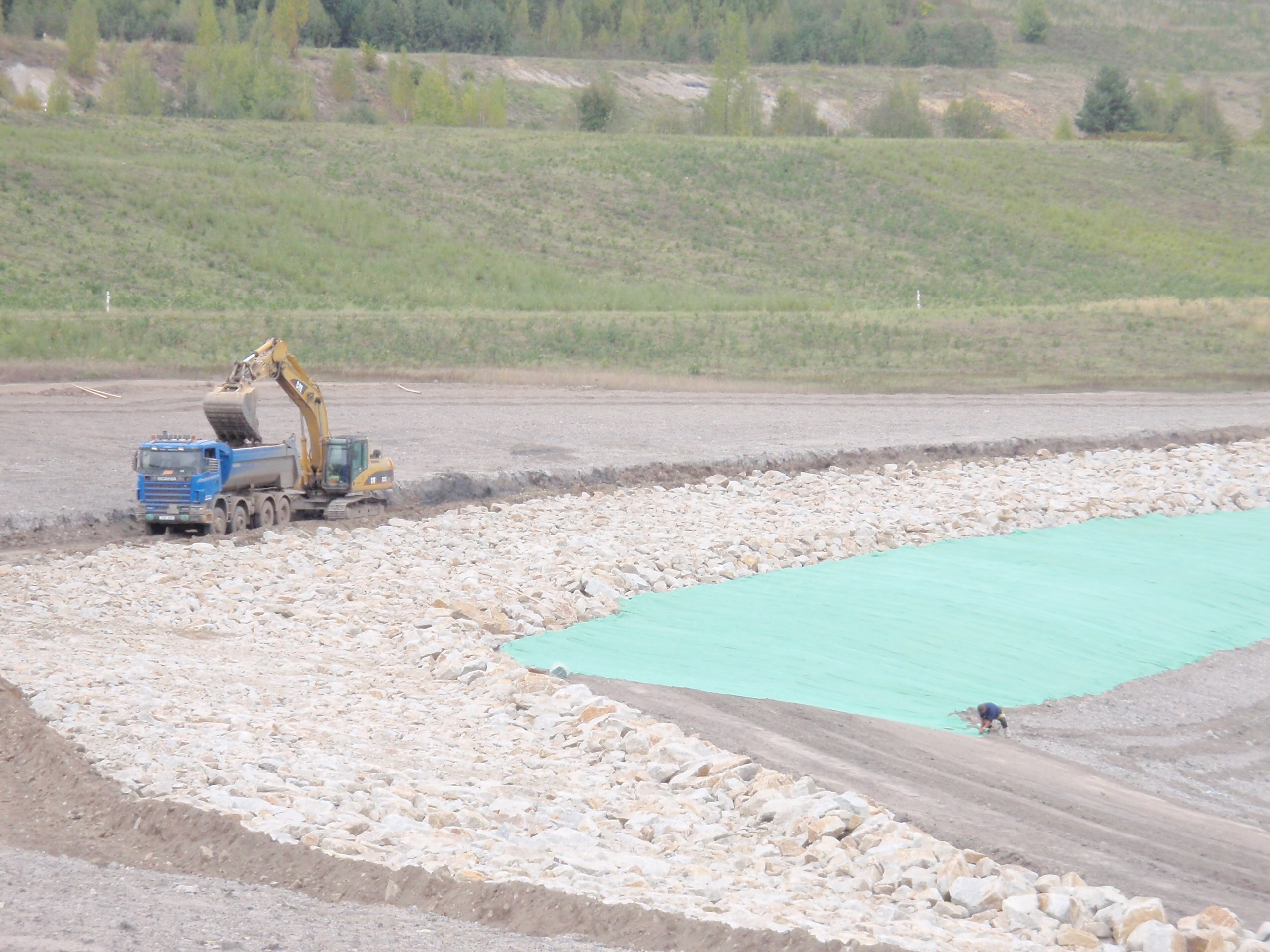
Výstavba břehové linie
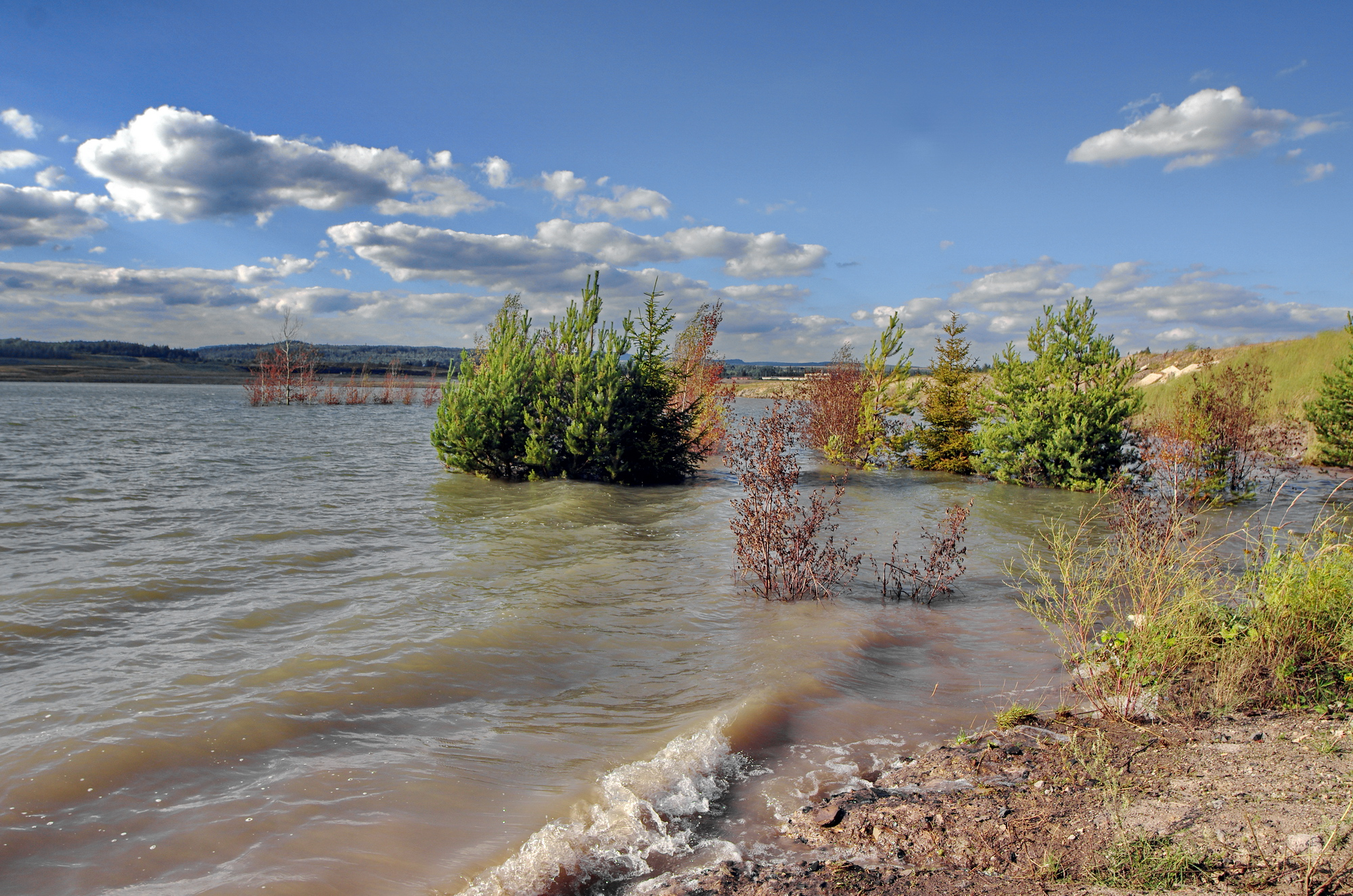
V srpnu 2013
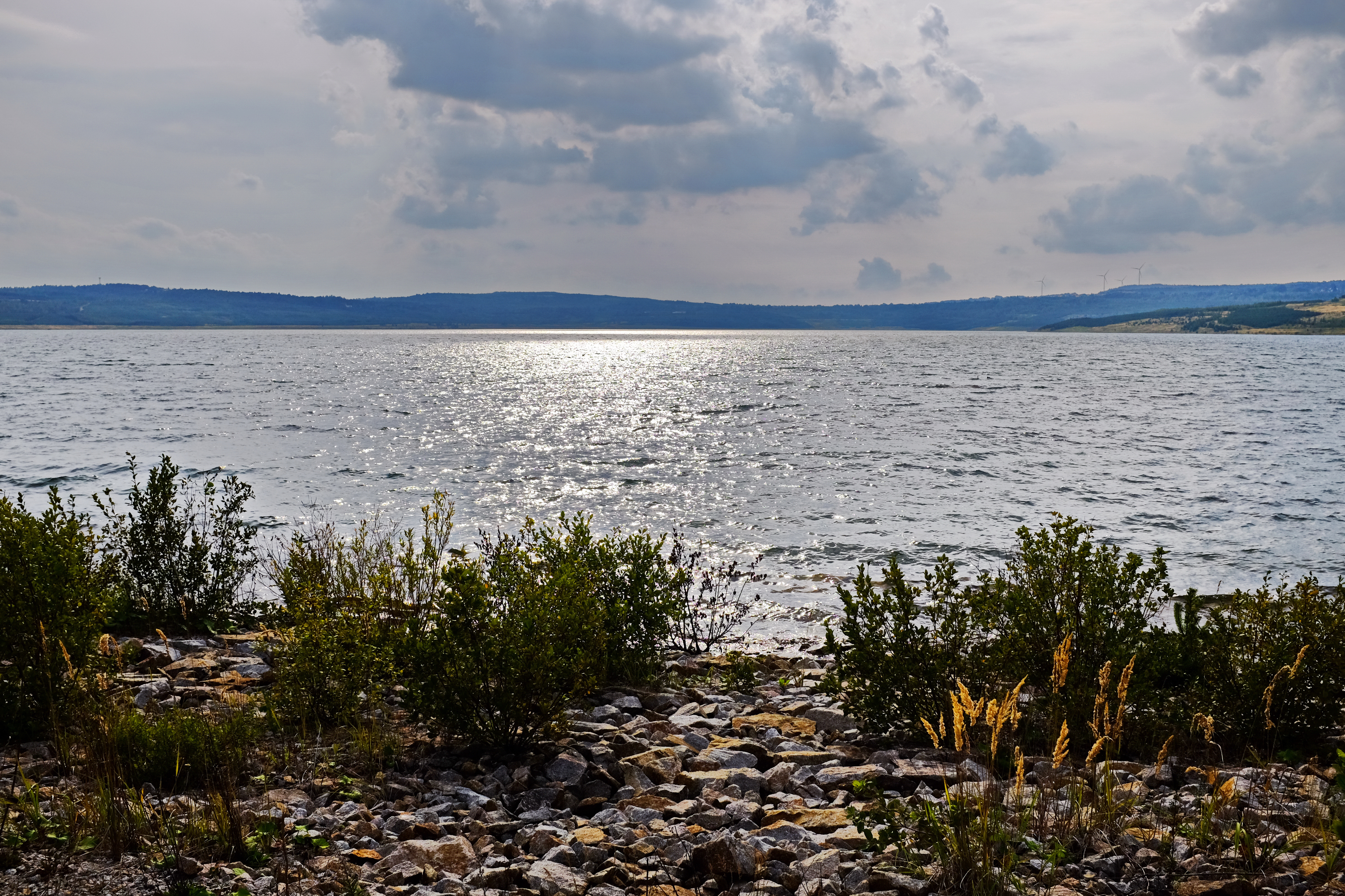
V srpnu 2017
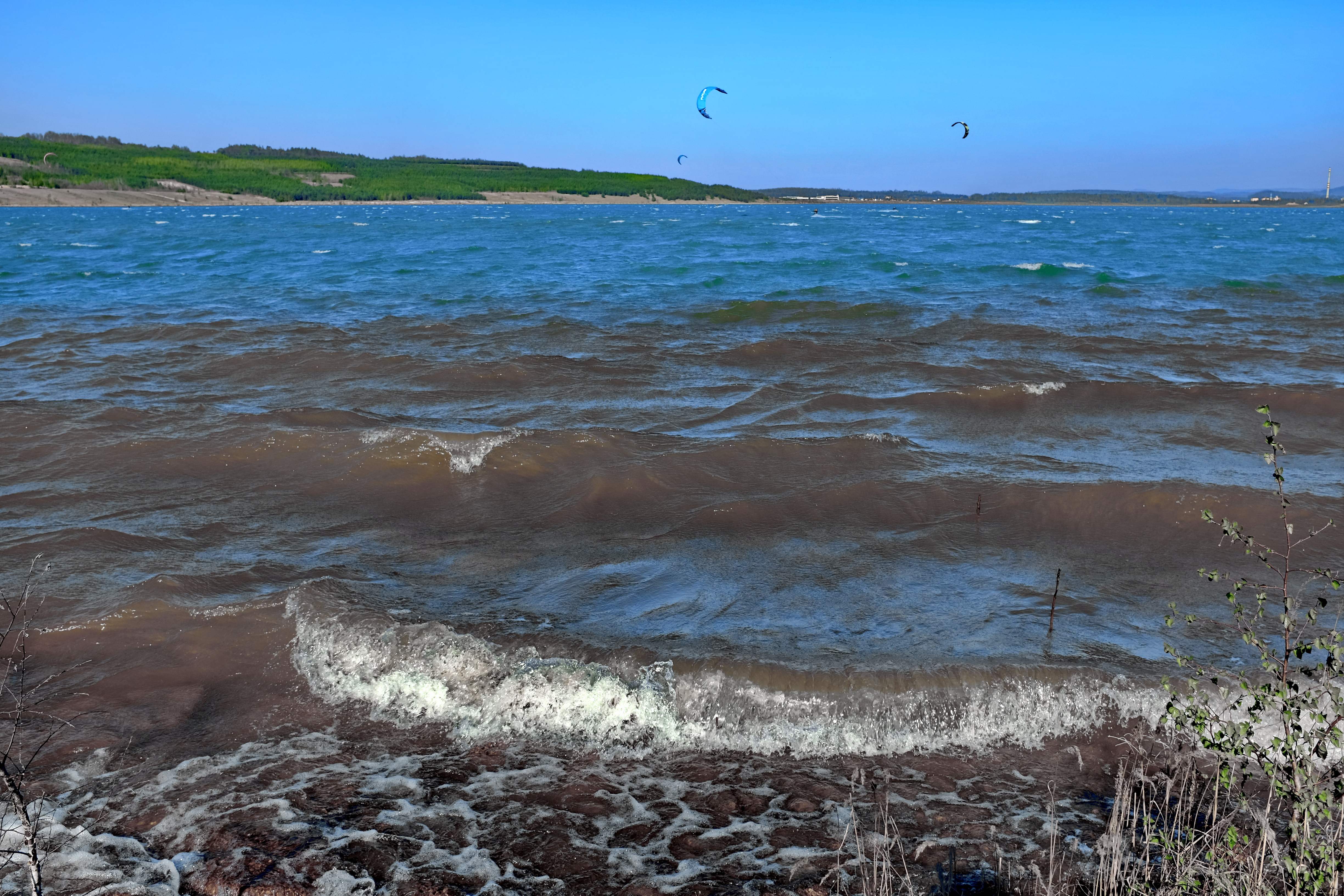
V dubnu 2020
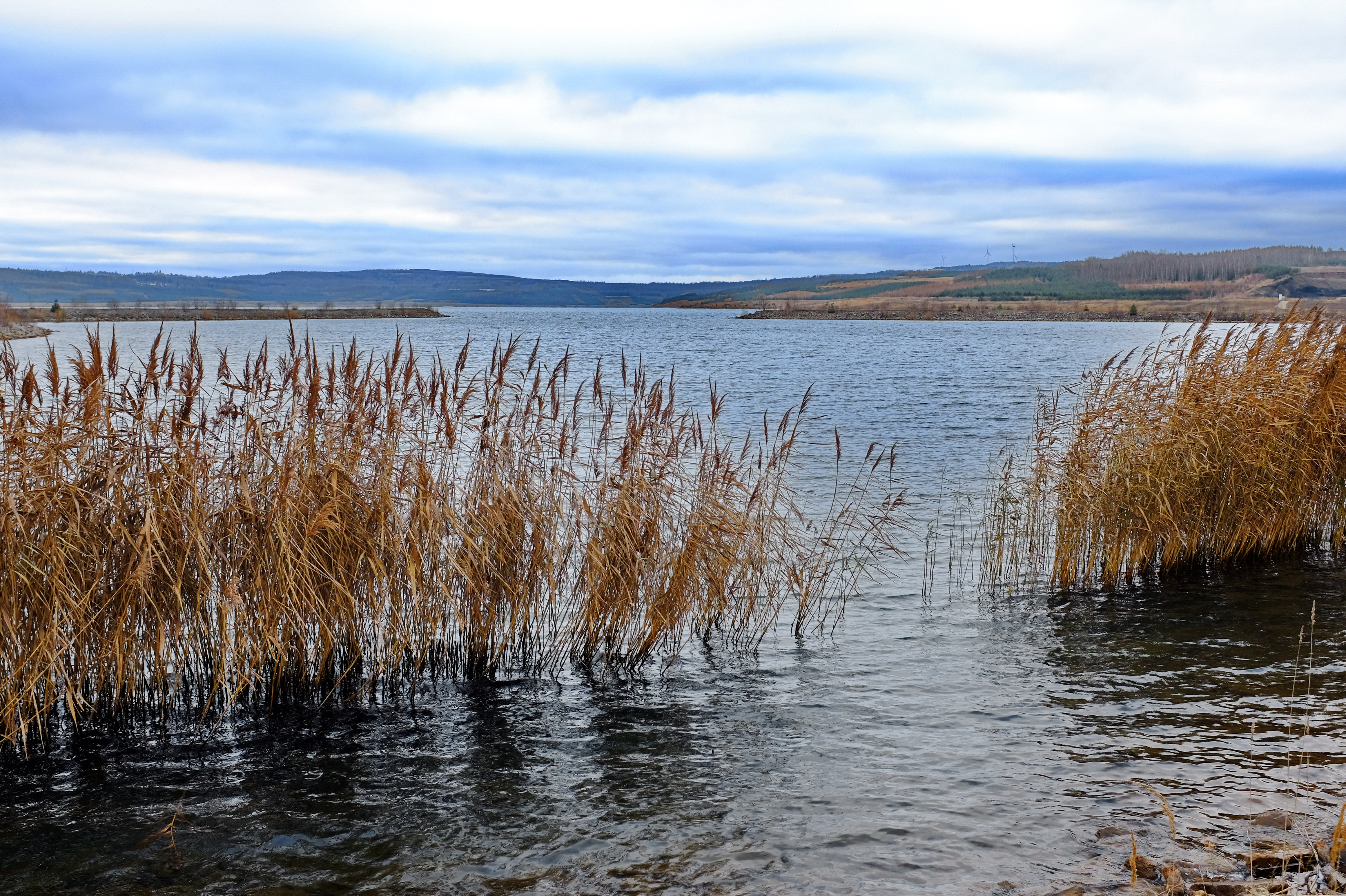
V prosinci 2020
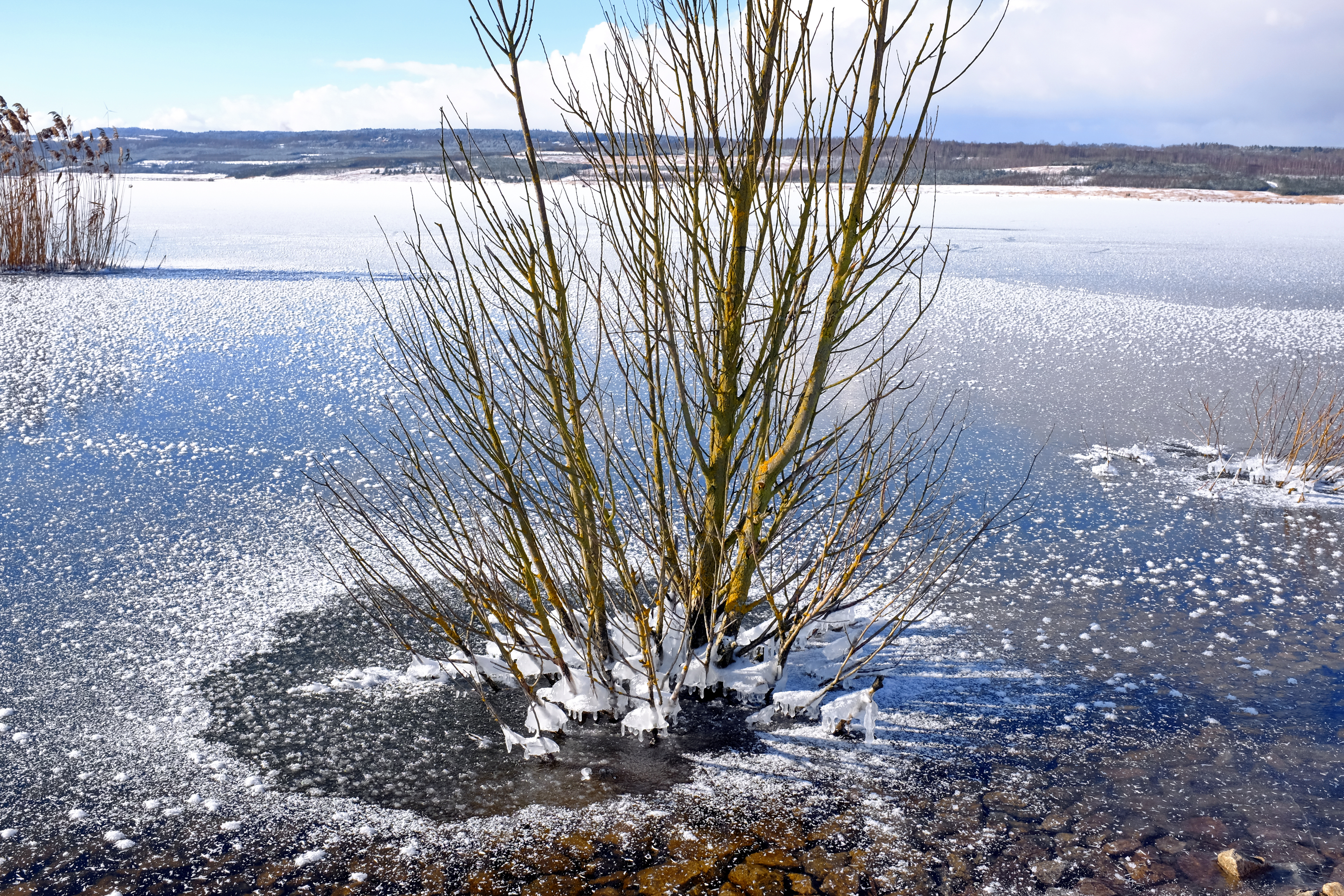
V únoru 2021
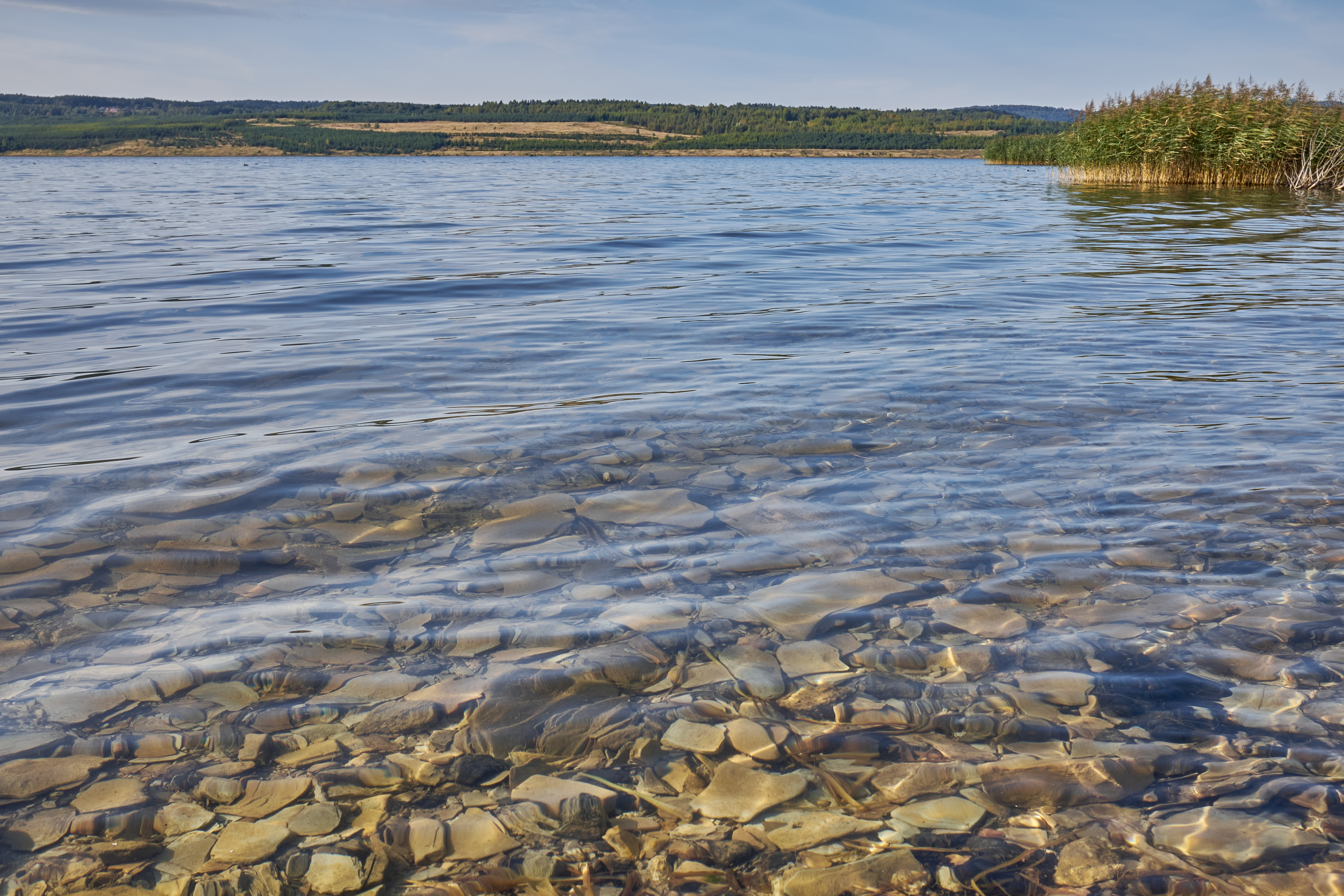
V říjnu 2021
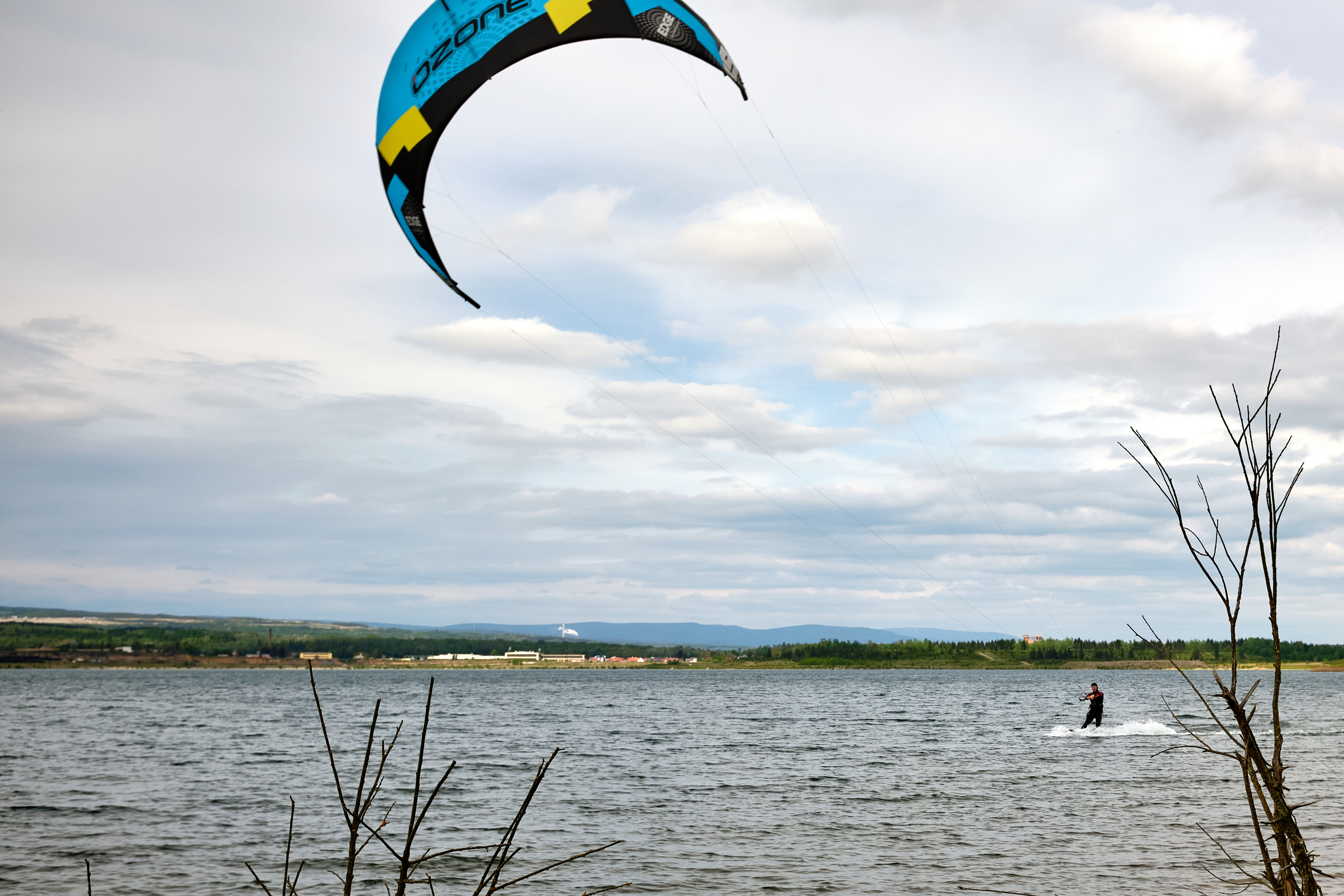
V květnu 2023